# FIRA-Turnier 1936
Das FIRA-Turnier 1936 war das erste von der Fédération internationale de rugby amateur (FIRA) ausgerichtete europäische Turnier in der Sportart Rugby Union. Es fand vom 14. bis 17. Mai 1936 in Berlin statt, auf dem Hubertussportplatz des Berliner Sport-Clubs im Bezirk Wilmersdorf. Vier Nationalmannschaften trafen aufeinander, den Europameistertitel holte sich Frankreich.

## Ausgangslage
Zwei Jahre zuvor war die FIRA – auf Initiative des französischen Verbandes – als Alternative und in Opposition zum angelsächsisch dominierten International Rugby Board (IRB) gegründet worden. 1931 waren die Franzosen wegen Vorwürfen des Profitums und der Disziplinlosigkeit vom Five-Nations-Turnier ausgeschlossen worden. Von den neun Mitgliedsverbänden der FIRA erklärten sich der deutsche, der italienische und der rumänische Verband mit den Franzosen bereit, an einem Turnier teilzunehmen, das vom Deutschen Rugby-Verband organisiert und auf dem Hubertussportplatz des Berliner Sport-Clubs ausgetragen wurde.
Datum und Austragungsort waren kein Zufall, denn die deutsche Hauptstadt würde in weniger als zwei Monaten die Olympischen Sommerspiele 1936 ausrichten. Außerdem strebte die FIRA gemeinsam mit den vier britischen Verbänden (Rugby Football Union, Scottish Rugby Union, Irish Rugby Football Union und Welsh Rugby Union) die Wiederzulassung von Rugby als olympische Sportart an (nach den Spielen 1924 war es aus dem Programm gestrichen worden). Das Organisationskomitee der Olympischen Spiele in Berlin erkannte den ausgetragenen Wettbewerb, de facto eine Europameisterschaft, nie als Demonstrationsveranstaltung an. Beobachter waren jedoch übereinstimmend der Meinung, dass es sich um ein gut organisiertes Turnier auf internationalem Niveau handelte, da vier Nationalmannschaften beteiligt waren. Zum Prestige des im K.-o.-System durchgeführten Turniers trug auch die Tatsache bei, dass der Südafrikaner P. van der Merve, ein Mitglied des IRB, Schiedsrichter des Finales war.

## Ergebnisse
Punktesystem: 3 Punkte für einen Versuch, 2 Punkte für eine Erhöhung, 3 Punkte für einen Strafstoß, 4 Punkte für ein Dropgoal, 3 Punkte für ein Goal from mark
|  | Halbfinale          | Halbfinale      |          |   | Finale  | Finale  |
|  |                     |                 |          |   |         |         |
|  | Frankreich          | 25              |          |   |         |         |
|  | Rumänien            | 5               |          |   |         |         |
|  | 15. Mai             |                 |          |   |         |         |
|  |                     |                 | 17. Mai  |   |         |         |
|  | Frankreich          | 19              |          |   |         |         |
|  |                     | Deutsches Reich | 14       |   |         |         |
|  |                     |                 |          |   |         |         |
|  | Spiel um Platz drei |                 |          |   |         |         |
|  | 14. Mai             | 14. Mai         | Italien  | 8 |         |         |
|  | Deutsches Reich     | 19              | Rumänien | 7 |         |         |
|  | Italien             | 8               |          |   | 17. Mai | 17. Mai |

### Halbfinale
| 14. Mai 1936 | Frankreich XV                                                                  | 25 : 5        | Rumänien                  | Hubertussportplatz, Berlin |
| 14. Mai 1936 | Versuche: Capendeguy Coderc (3) Daguerre Ithurra Raynal Erhöhungen: Raynal (2) | (9:0) Bericht | Versuche: 1 Erhöhungen: 1 | Hubertussportplatz, Berlin |

Das Spiel hatte zählte aus Sicht des französischen Verbandes nicht als vollwertiges Test Match.
| 14. Mai 1936 | Deutsches Reich                                       | 19 : 8         | Italien                                     | Hubertussportplatz, Berlin Schiedsrichter: Léopold Mailhan (Frankreich) |
| 14. Mai 1936 | Versuche: Aue Hubsch (2) Koch (2) Dropgoals: Bukowski | (13:8) Bericht | Versuche: Cazzini Vinci Erhöhungen: Rizzoli | Hubertussportplatz, Berlin Schiedsrichter: Léopold Mailhan (Frankreich) |

### Spiel um Platz drei
| 17. Mai 1936 | Italien                   | 8 : 7         | Rumänien                                 | Hubertussportplatz, Berlin Zuschauer: 3000 Schiedsrichter: Oscar Leipprand (Deutschland) |
| 17. Mai 1936 | Versuche: Aloisio Cazzini | (3:7) Bericht | Versuche: Barsan Dropgoals: Crissoveloni | Hubertussportplatz, Berlin Zuschauer: 3000 Schiedsrichter: Oscar Leipprand (Deutschland) |

### Finale
| 17. Mai 1936 | Frankreich                                                                 | 19 : 14       | Deutsches Reich                                                                       | Hubertussportplatz, Berlin Zuschauer: 4000 Schiedsrichter: P. van der Merwe (Südafrika) |
| 17. Mai 1936 | Versuche: Celhay Daguerre Desclaux (2) Geschwind Erhöhungen: Raynal Thiers | (8:9) Bericht | Versuche: Dünnhaupt Oppermann Strafversuch Erhöhungen: Metzger Straftritte: Pfisterer | Hubertussportplatz, Berlin Zuschauer: 4000 Schiedsrichter: P. van der Merwe (Südafrika) |